# 細江村
細江村（ほそえむら）は、岐阜県吉城郡にあった村である。
1956年に合併で古川町の一部となり、現在は飛騨市の一部である。
旧・古川町の北東部、宮川東岸に該当する。

## 歴史
- 江戸時代末期、この地域は飛騨国吉城郡であり、天領であった。
- 1871年（明治4年） - 廃藩置県により、飛騨国一円は筑摩県となる。
- 1874年（明治7年） - 旧来の末真村と岩丸村が合併し、（新）末真村となる。
- 1875年（明治8年）2月 - 杉崎村、太江村、袈裟丸村、野口村、末真村、戸市村、数河村が合併し発足。
- 1876年（明治9年）8月20日 - 筑摩県が分割され、旧・飛騨国一円は岐阜県と合併する。
- 1889年（明治22年）7月1日 - 町村制により細江村が村制施行。
- 1956年（昭和31年）4月1日 - 古川町、小鷹利村と合併し、改めて古川町が発足。同日細江村廃止。

## 交通機関
- 国鉄高山本線
  - 杉崎駅・飛騨細江駅

## 学校
- 細江村立細江小学校（大村小学校（旧・小鷹利村）と統合し、古川仲小学校。1969年に仲小学校、中山東小学校、中山南小学校、数河小学校を統合し、現・飛騨市立古川西小学校）
- 細江村立袈裟丸小学校（袈裟丸小学校、末真小学校、信包小学校とを統合し、中山小学校袈裟丸分教室。1965年に分立し古川町立中山東小学校。1969年に仲小学校、中山東小学校、中山南小学校、数河小学校を統合し、現・飛騨市立古川西小学校）
- 細江村立末真小学校（袈裟丸小学校、末真小学校、信包小学校とを統合し、中山小学校末真分教室。1964年廃止）
- 細江村立数河小学校（1969年に仲小学校、中山東小学校、中山南小学校、数河小学校を統合し、現・飛騨市立古川西小学校）
- 細江村立細江中学校
- 細江村立細江中学校数河分校